# Lilius Bratton Rainey
Lilius Bratton Rainey, född 27 juli 1876 i Dadeville i Alabama, död 27 september 1959 i Gadsden i Alabama, var en amerikansk politiker (demokrat). Han var ledamot av USA:s representanthus 1919–1923.
Kongressledamot John L. Burnett avled 1919 i ämbetet och Rainey fyllnadsvaldes till representanthuset. Han efterträddes 1923 som kongressledamot av Miles C. Allgood.
Rainey ligger begravd på Glenwood Cemetery i Fort Payne.